# Caught in a Moment
Caught in a Moment è un singolo del gruppo musicale pop britannico Sugababes, pubblicato il 23 agosto 2004 dall'etichetta discografica Island.
La canzone è stata scritta dalle Sugababes insieme a Marius De Vries, Karen Poole e Jeremy Lipsey e prodotta da Jony Rockstar ed è stata estratta come quarto ed ultimo singolo dal terzo album del gruppo, Three.
Nel 2005 è stato inserito nella colonna sonora del film Wimbledon.

## Video musicale
Il regista del video è Howard Greenhalgh. Il video musicale è molto semplice, non ha una storia di base ed è completamento girato in bianco e nero. Le ragazze sono sedute per tutta la durata del video.

## Tracce e formati
UK CD single 1
1. "Caught in a Moment" - 4:23
2. "Caught in a Moment" [D-Bop Remix] - 5:34

UK CD single 2 / International CD(Island 986 815-1 (UMG) / EAN 0602498681510)
1. Caught in a Moment - 4:27
2. Conversation's Over (AOL Session) - 4:08
3. Hole in the Head (AOL Session) - 3:34
4. Caught in a Moment (video)

## Classifiche
| Classifica  | Posizione raggiunta |
| ----------- | ------------------- |
| Regno Unito | 8                   |
| Irlanda     | 28                  |
| Paesi Bassi | 30                  |
| Austria     | 56                  |
| Svizzera    | 56                  |
| Germania    | 71                  |